# Нейлон 100 %
«Нейлон 100 %» — советский художественный фильм-мюзикл 1973 года, единственный комедийный фильм режиссёра Владимира Басова, поставленный по мотивам повести Самуила Шатрова «Нейлоновая шубка».
Производство Четвёртого творческого объединения киностудии «Мосфильм».
Фильм в сатирической форме показывает мещанскую страсть к вещизму и дефициту в Советском Союзе эпохи «развитого социализма».

## Сюжет
Получив в подарок от мужа, приехавшего из-за границы, нейлоновую шубку, которая при примерке оказалась великовата, жена с согласия мужа отнесла её в комиссионный магазин. Шубка очень понравилась продавцам скупки, они решили на ней, как на иностранном модном товаре заработать, — и на прилавке она не появилась, а пошла гулять по рукам, побывав у зубного техника, продавца помидоров, адвоката, артистов и, наконец, попала к известному коневоду.

## В ролях
- Владимир Басов — Василий Киреев, адвокат
- Валентина Титова — Инга Фёдоровна, жена Киреева
- Нина Агапова — Симочка, сестра Инги
- Евгений Евстигнеев — Евгений Андрианович Бадеев, дантист-надомник
- Лилия Евстигнеева — жена Бадеева
- Лариса Барабанова — Настенька, дочь Бадеева
- Светлана Харитонова — Глаша, домработница Бадеева
- Николай Парфёнов — пациент Бадеева, председатель комиссии по распределению абитуриентов
- Владимир Этуш — Константин, колхозник, «труженик индивидуальных теплиц и огородов»
- Наталья Крачковская (в титрах — Н. Белогорцева) — Генриетта, дочь Константина
- Леонид Каневский — Арчибальд, метатель молота, жених Генриетты
- Артём Карапетян — Георгий, земляк Константина
- Зоя Василькова — Маргарита Архиповна, перекупщица помидоров
- Борис Новиков — Шилобреев, муляжист
- Алексей Панькин — сын Шилобреева, студент и комсорг
- Михаил Погоржельский — Афанасий Иванович Коржов, коневод
- Микаэла Дроздовская — Катя, жена Коржова
- Евгений Весник — Егор Мотовилин, профессор-нейрохирург
- Нина Крачковская — Нина Станиславовна, жена Мотовилина
- Леонид Куравлёв — Веня Гурьянов, работник комиссионного магазина
- Римма Маркова — Матильда Семёновна, работница комиссионного магазина
- Михаил Пуговкин — Миша Лошатников, актёр
- Муза Крепкогорская — Муза, жена Лошатникова
- Николай Сергеев — Сольди, пожилой иллюзионист
- Александр Басов — Петя, соседский мальчик
- Эраст Гарин — престарелый укротитель
- Михаил Селютин — Виктор, артист цирка
- Раднэр Муратов — Евгений Дергачёв, артист цирка
- Станислав Чекан — Ваня Бубнов, артист цирка
- Юрий Волынцев — Фёдор, «шабашник»
- Юрий Белов — Хабибуллин, дворник
- Тамара Совчи — Хабибуллина, дворничиха
- Валентина Ушакова (в титрах — В. Кочеткова) — медсестра в сельской больнице
- Елена Вольская — медсестра в сельской больнице
- Маргарита Криницына — сельская продавщица
- Герман Качин — пассажир автобуса, прилетевший из Парижа
- Александра Денисова — пациентка Бадеева
- Виктор Филиппов — пациент Бадеева
- Рина Зелёная — пациентка Бадеева
- Станислав Михин — пациент Бадеева
- Юлия Цоглин — пациентка Бадеева

## Съёмочная группа
- Авторы сценария Самуил Шатров, Владимир Басов
- Режиссёр — Владимир Басов
- Оператор — Игорь Слабневич
- Художник-постановщик — Алексей Пархоменко
- Композитор — Моисей Вайнберг
- Текст песен Роальда Сефа

## Технические данные
Картина стала первой, снятой в экспериментальном производственном формате «УФК», позволяющем печатать фильмокопии любых прокатных киносистем, в том числе широкоэкранных, и показывать фильм по телевидению без потери частей изображения.

## Музыка
Песню «Будь добрей» исполняет Майя Кристалинская.